# Молотковцы
Молотковцы (укр. Молотківці) — село на Украине, находится в Казатинском районе Винницкой области.
Код КОАТУУ — 0521480209. Население по переписи 2001 года составляет 273 человека. Почтовый индекс — 22114. Телефонный код — 4342.
Занимает площадь 1,2 км².

## Адрес местного совета
22114, Винницкая область, Казатинский р-н, с. Безыменное, ул. Советская, 2а

## История
В XIX веке село Молотковцы было в составе Махновской волости Бердичевского уезда Киевской губернии. В селе была Николаевская церковь.